# 潘刚
潘刚（1970年—），内蒙古人，中华人民共和国企业家、政治人物，内蒙古伊利实业集团股份有限公司董事长、总裁，中华全国工商业联合会副主席，中华全国青年联合会副主席。

## 生平
1992年7月毕业于内蒙古农业大学，进入呼和浩特市回民奶食品厂（伊利集团前身）工作。
2002年，出任伊利集团总裁。2005年，当选为伊利集团董事长兼总裁。